# 细穗肠须草
细穗肠须草（学名：Enteropogon unispiceus），为禾本科肠须草属下的一个植物种。